# Puccinia eragrostidicola
Puccinia eragrostidicola ist eine Ständerpilzart aus der Ordnung der Rostpilze (Pucciniales). Der Pilz ist ein Endoparasit des Liebesgrases Eragrostis inconstans. Symptome des Befalls durch die Art sind Rostflecken und Pusteln auf den Blattoberflächen der Wirtspflanzen. Sie ist ein Endemit Kolumbiens.

## Merkmale

### Makroskopische Merkmale
Puccinia eragrostidicola ist mit bloßem Auge nur anhand der auf der Oberfläche des Wirtes hervortretenden Sporenlager zu erkennen. Sie wachsen in Nestern, die als gelbliche bis braune Flecken und Pusteln auf den Blattoberflächen erscheinen.

### Mikroskopische Merkmale
Das Myzel von Puccinia eragrostidicola wächst wie bei allen Puccinia-Arten interzellulär und bildet Saugfäden, die in das Speichergewebe des Wirtes wachsen. Aecien oder Spermogonien der Art sind nicht bekannt. Die gelben Uredien des Pilzes wachsen beid-, meist unterseitig auf den Blattoberflächen der Wirtspflanze. Ihre farblosen bis hellgelblichen Uredosporen sind oval, 20–25 × 15–18 µm groß und fein stachelwarzig. Die Telien sind schwarzbraun, früh unbedeckt und kompakt. Die haselnussbraunen Teliosporen sind zweizellig, in der Regel breitellipsoid und 29–33 × 22–28 µm groß; ihre Stiele sind hyalin oder gelblich und bis zu 75 µm lang.

## Verbreitung
Das bekannte Verbreitungsgebiet von Puccinia eragrostidicola umfasst lediglich Kolumbien.

## Ökologie
Die Wirtspflanze von Puccinia eragrostidicola ist das Liebesgras Eragrostis inconstans. Der Pilz ernährt sich von den im Speichergewebe der Pflanzen vorhandenen Nährstoffen, seine Sporenlager brechen später durch die Blattoberfläche und setzen Sporen frei. Die Art verfügt über einen Entwicklungszyklus, von dem bislang lediglich Telien und Uredien sowie deren Wirt bekannt sind; Spermogonien und Aecien konnten dem Pilz nicht zugeordnet werden.